# Глоунтон (станция)
Глоунтон — узловая станция, обеспечивающая транспортной связью одноимённую деревню в графстве Корк, Республика Ирландия.

## История
Станция была открыта 10 ноября 1859 года железнодорожной компанией Cork, Youghal & Queenstown Railway, причём первоначально перевозки осуществлялись только до города Йол. С 10 марта 1862 года от узловой станции начали ходить пассажирские рейсы и в Квинстаун. Линия до Мидлтона и Югала была закрыта для пассажирских перевозок в 1963 году, а в августе 2009 года вновь открылась до Мидлтона. Станция первоначально называлась «Cobh Junction», а в 1994 году была переименована в «Glounthaune»; на билетах, выдаваемых портативными билетными автоматами Iarnród Éireann, название станции по-прежнему[когда?] написано как «Cobh Jct».
Станция не укомплектована персоналом: два билетных автомата у входа на автостоянку и два валидатора проездных карт (один у входа, другой на платформе). Двойной путь обслуживают две платформы. Платформа 1 находится на ближней стороне и полностью доступна для инвалидных колясок с поездами восточного направления из Корка в Кобх и Мидлтон. Для пересадки пассажиров с платформы 1 на платформу 2 имеется пешеходный мост, что означает отсутствие доступа для инвалидных колясок к платформе 2 и поездам западного направления, следующим на Литтл-Айленд и в город Корк. Совет округа Корк планирует увеличить количество парковочных мест (48 по состоянию на январь 2020 года), улучшить доступность для велосипедов и улучшить автобусное сообщение в 2020-х годах.
| Предыдущая станция | Iarnród Éireann | Iarnród Éireann   | Iarnród Éireann | Следующая станция  |
| ------------------ | --------------- | ----------------- | --------------- | ------------------ |
| Литл-Айленд        |                 | Commuter Корк-Ков |                 | Фота               |
| Литл-Айленд        |                 | Commuter Корк-Йол |                 | Карригтвохилл      |
|                    |                 | C 2010 года       |                 |                    |
| Литл-Айленд        |                 | Commuter Корк-Йол |                 | Карригтвохилл-Вест |